# Provincia de Kymmenegård y Nyslott

Provincia de Kymmenegård y Nyslott (número 4) en Finlandia.

Kymmenegård y Nyslott (en sueco: Kymmenegårds och Nyslotts län, en finés: Savonlinnan ja Kymenkartanon lääni) fue una provincia de Suecia desde 1721 hasta 1747.
En 1721, después de la Gran Guerra del Norte, las partes meridionales de las provincias de Víborg y Nyslott y Kexholm fueron cedidas por el tratado de Nystad al Imperio ruso. Los territorios restantes se unieron a la nueva provincia de Kymmenegård y Nyslott. En 1743, tras un nuevo conflicto, la parte sur de la nueva provincia, incluida la ciudad de residencia de Villmanstrand, fue cedida a Rusia por el tratado de Åbo. La parte restante de la provincia se fusionó con algunos territorios desde la provincia de Nyland y Tavastehus en 1747 para crear la provincia de Savonia y Kymmenegård.

## Gobernadores
- Johan Henrik Friesenheim (1721-1737)
- Joachim von Dittmer (1738-1741)
- Carl Johan Stiernstedt (1741-1746)

- Datos: Q3278073